# Ptyodactylus homolepis
Ptyodactylus homolepis (синайський віялопалий гекон) — вид геконоподібних ящірок родини Phyllodactylidae. Ендемік Пакистану.

## Поширення і екологія
Синайські віялопалі гекони відомі з типової місцевості, розташованої в околицях Шикапура в провінції Сінд. Вони живуть в тріщинах серед скель.